# Contea di Perry (Indiana)
La contea di Perry (in inglese Perry County) è una contea dello Stato dell'Indiana, negli Stati Uniti. La popolazione al censimento del 2010 era di 19 338 abitanti. Il capoluogo di contea è Tell City.